# Damian Byrne
Damian Byrne, O.P. foi um religioso irlandês nascido em 8 de janeiro de 1929 em Galway, Irlanda. Foi ordenado em 1955 como frade dominicano da Ordem dos Pregadores.
Em 1965, foi enviado para chefiar uma nova missão dominicana na Argentina. Dois anos depois, tornou-se vigário provincial de Trinidad.
Em 1975, foi nomeado provincial do México, uma distinção incomum para um membro não mexicano da ordem, e em 1977 foi eleito provincial da Irlanda. Foi presidente da Conferência dos Superiores Religiosos Maiores (CMRS) por três anos.
Em setembro de 1983, foi eleito Mestre-geral da Ordem dos Pregadores em seu capítulo geral em Roma. Foi apenas o segundo irlandês a ocupar o cargo máximo da ordem. O primeiro foi o Padre (mais tarde Cardeal) Michael Browne, que se tornou mestre em 1965.
Ele liderou os dominicanos por nove anos, até 1992. Acredita-se que ele tenha recusado a oferta de um posto de bispo, posição normal que o chefe de uma ordem religiosa tão importante assume ao final de seu mandato.
Retornou à Irlanda e, em 1994, foi nomeado secretário-geral da Conferência dos Religiosos da Irlanda (a sucessora da CMRS). Nesse cargo, ele contribuiu significativamente para as iniciativas para que a Hierarquia levasse a sério o escândalo de abuso sexual infantil cometido por clérigos.
Faleceu em 18 de fevereiro de 1996.